# Орлец
Орлец је мали округли тепих са сликом орла како лебди над градом. У православљу, ово је елемент поштовања епископског чина.

## Употреба у православљу
На орлецу стоји епископ на местима где он врши литургијски улазак током Свете литургије. Почели су да се користе први пут у 13. веку у Византији. Тада су били својеврсна награда који је цар Византије даривао цариградским патријарсима.
Орао је на руским орловима тада био једноглави, за разлику од двоглавих на орловима византијских епископа, тако да орлец у региону Рус није био царска награда, већ независан црквени симбол.
Духовно значење орла са сликом града и орла који лебди изнад њега указује пре свега на небеско порекло власти и достојанства епископског звања. Стајући на орлецу, епископ све време стаје на орлу, односно, орао симболично стално носи епископа.